# نهادهای اقتصادی در نیروهای مسلح جمهوری اسلامی ایران
در نیروهای مسلح کشور ایران نهادهای اقتصادی خصوصی به‌وجود آمده‌اند که جزو بخش‌های خصوصی شبه‌دولتی معروف شده‌اند. این شرکت‌ها نسبت به دیگر بخش‌های خصوصی مورد اعتماد بیشتر حکومت قرار دارند. این شرکت‌ها از نظر مالکیت متعلق به اشخاص و گروه‌های نظامی یا پلیسی بوده و می‌توان گفت که گروه‌هایی اقتصادی‌اند که از نظر مالکیت یا مدیریت دارای ماهیتی نظامی هستند. این بخش با توجه به قدرت مستقل اقتصادی زیادی که برای خود ایجاد کرده‌اند و با توجه به اینکه امکانات نظامی و امنیتی و اطلاعاتی ایران را نیز در اختیار دارند قابلیت تشکیل یک قطب مستقل برای دخالت در بسیاری از تصمیمات در مسائل اقتصادی و سیاسی و داخلی را به‌طور غیر مستقیم دارا می‌باشند؛ و برخی عقیده دارند که یک «دولت پنهان» در حال شکل‌گیری است که در حال خریداری اموال و دارایی‌های دولت می‌باشد و با وجود تبلیغاتی که در کشور در مورد واگذاری‌ها از بخش دولتی به بخش خصوصی انجام می‌شود، در عمل دارایی‌ها از دولتِ آشکار به دولتِ پنهان منتقل می‌شود. ثروت انبوه، نفوذ و دسترسی به اطلاعات و… اهمیت بررسی شفاف عملکرد آن‌ها را بیشتر می‌کند؛ ولی فضای مبهم و بعضاً عدم دسترسی سازمان بازرسی و سایر دستگاه‌های نظارتی به اطلاعات عملکرد این بنیادها و مشخص نبودن نسبت این ارگان‌ها با سیاست‌های خصوصی‌سازی دولت در برخی حوزه‌های اقتصاد، راه را برای ورود بخش خصوصی به عرصه اقتصاد تنگ کرده‌است؛ و باعث شده که این نهادها، تأثیر مثبتی در روند خصوصی‌سازی در ایران نداشته و نظارت‌ها در این زمینه نیز با مشکل مواجه شوند.

## زمینه
برخی معتقدند، این گفته اکبر هاشمی رفسنجانی در سال ۱۳۶۳، گویای این رویکرد جنگی به اقتصاد است: «نباید سرمایه‌های هنگفت در اختیار بخش خصوصی قرار گیرد که اهرمی علیه دولت (حکومت) داشته باشند». به‌عنوان نمونه یکی از نتایج مستقیم چنین نگاهی این است که در ایران امکان تأسیس بانک‌های خصوصی و موسسات اعتباری تنها به معتمدین نظام داده می‌شود.
در نتیجه، مستقل از نوع نظام سیاسی مسلط، همواره راه برای ورود نظامیان، وابستگان و خویشاوندان مسئولان، و افراد و بنیادهای متعهد، به اقتصاد ایران هموار می‌شود. ورود به بازار و خروج از آن که از بنیادی‌ترین اصول رقابتی بودن اقتصاد است تقریباً غیرممکن شده و فضای امنیتی حاکم می‌شود. در این میان تقریباً نیت همه خدمت است اما نتیجه، تقریباً همیشه غارت.

## رابطه نیروهای مسلح و تجارت

### تأثیر بر روی اقتصاد
با توجه به اینکه این نهادها شبه‌دولتی می‌باشند و در اینکه بخش شبه‌دولتی در ایران تأثیر مثبتی بر بخش خصوصی و خصوصی‌سازی در اقتصاد ایران گذارده باشد تردید جدی وجود دارد. این نهادها حتی در مقایسه با سایر شبه‌دولتی‌ها مورد اعتماد بیشتر حکومت هستند و چون در ایران نیروهای مسلح، اداره‌کننده سیستم‌های اطلاعاتی کشور می‌باشند، این نهادها از رانتهای اطلاعاتی بسیار قوی برخوردار بوده، عرصه را برای پیشرفت بخش خصوصی تنگ می‌نمایند.

### تأثیر بر امنیت ملی
دکترین نظامی می‌کوشد تا چارچوبی مفهومی برای یک نیروی نظامی ارائه دهد:
- نیرو چگونه خود را تعریف می‌کند («ما که هستیم؟»)
- مأموریت آن چیست. («ما چه کار می‌کنیم؟»)
- پرسش‌های دیگر

لذا می‌توان گفت دکترین نظامی، آرا و نظرات افسران نظامی حرفه‌ای را منعکس می‌کند.
برخی نهادهای نظامی و امنیتی و… ارگانهایی هستند که به نظر می‌رسد سال‌هاست از اهداف اولیه خود فاصله گرفته‌اند و به تراست‌ها و غول‌های بزرگ اقتصادی تبدیل شده‌اند.
به روایت هاشمی رفسنجانی در یکی از جلسات سران سه قوه، به مساله فروش سه میلیار دلار ارز توسط سپاه برای کنترل بازار ارز و تامین ریال اشاره می‌شود. در این جلسه، هاشمی شاهرودی، رئیس وقت قوه قضاییه از واگذاری میلیاردها دلار ارز به سپاه برای کنترل بازار که به زعم شاهرودی عملا منجر به ورود کالاهای قاچاق یا غیر ضروری می‌شود انتقاد می‌نماید. سید محمد خاتمی، رئیس جمهور وقت، ابتدا منکر واگذاری چنین مبلغ عظیمی شد. ولی بعد از تماس با ریاست وقت بانک مرکزی (نوربخش)، آن را تایید نموده و قرارشد پیگیری کند این ارزها چگونه مصرف شده است.

## شرکت‌های خصوصی شبه‌دولتی وابسته به نیروهای مسلح

### در فرماندهی انتظامی

#### بنیاد تعاون فراجا
بنیاد تعاون فراجا شرکت مادر فعالیت‌های اقتصادی فرماندهی انتظامی محسوب می‌شود. این نهاد که به‌دستور سید علی خامنه‌ای از تاریخ ۱۳۷۵/۵/۲۷ شروع به کار نمود؛ و مدعی بود که مجموعه‌ای با اهداف اقتصادی بوده و در رقابت با بخش خصوصی مترصد بهره‌برداری از فرصت‌های اقتصادی بنفع خانواده فراجا می‌باشد. این نهاد در اوایل دوران شکل‌گیری خود (یعنی زمان فرماندهی سردار لطفیان و سردار قالیباف در فراجا) بیشتر در راستای اهداف مشخص و تعریف شده خود یعنی «بهبود و ارتقای سطح معیشت و تسهیلات رفاهی کارکنان فرماندهی انتظامی» گام برمی‌داشت، ولی بعدها با کمک دولت محمود احمدی‌نژاد و واگذاری بسیاری از طرح‌های عمرانی و ساختمانی قدرت گرفت، تا جایی که حتی کارکنان فراجا را هم جا گذاشت و به یکی از بزرگ‌ترین هلدینگ‌های اقتصادی ایران تبدیل گردید.

#### بانک قوامین
بانک قوامین بانکی وابسته به فرماندهی انتظامی در ایران بود و در ابتدا فقط به کارکنان فرماندهی انتظامی خدمات می‌داد که بعدها این بانک خدمات خود را به عموم مردم ارائه می‌داد. این بانک با حکم رهبر جمهوری اسلامی ایران در بانک سپه ادغام گردید.

### در سپاه پاسداران
بنا به اظهار نظر بهرام رحمانی:
چندین سال است که سیدعلی خامنه‌ای، رهبر حکومت اسلامی بر خصوصی‌سازی تأکید می‌کند و «خصوصی‌سازی نیز یعنی واگذاری منابع و صنایع کشور» به سپاه پاسداران و شرکت زیر مجموعه آن است.

#### بنیاد تعاون سپاه
یکی از شرکت‌های عضو کنسرسیوم توسعه اعتماد مبین خریدار ۵۰+۱ درصد سهام شرکت مخابرات ایران است. با توجه به عدم اعتماد کامل حکومت به بخش خصوصی و به‌منظور حذف رقبای بخش خصوصی، سهام شرکت مخابرات ایران به‌صورت بلوکی عرضه شد. تنها رقیب سپاه برای خرید سهام مذکور شرکت «پیشگامان کویر یزد» بود که توسط مقامات دولتی ساعتی پیش از عرضه سهام، از عرصه رقابت حذف گردید.

#### قرارگاه سازندگی خاتم‌الانبیاء
از زیرمجموعه‌های سپاه و «بزرگ‌ترین پیمان‌کار پروژه‌های دولتی ایران» است.
این قرارگاه در وبسایت رسمی خود استراتژی جدیدی برای خود تعریف نموده از قول رستم قاسمی اعلام داشته که: این قرار گاه قصد دارد با صرف نظر از پروژه‌های کوچک و متوسط، عهده‌دار اجرای پروژه‌های بزرگ عمرانی در کشور شود و با ایجاد فضای رقابت قیمت پروژه‌های بزرگ اقتصادی را واقعی کرده و در پروژه‌های بزرگ همانند فاز ۱۵ و ۱۶ پارس جنوبی جایگزین شرکت‌های بزرگ خارجی در عرصه سازندگی شود.
همچنین وی تصریح نموده:
قصد این قرارگاه حضور پر رنگ در پروژه‌هایی است که در مناطق مرزی و صعب العبور و محروم واقع شده و بخش خصوصی حاضر به کار در آن مناطق نیست.
ولی ابوالقاسم مظفری یکی دیگر از فرماندهان قرارگاه سازندگی خاتم‌الانبیا اظهار داشته که این قرارگاه برای شرکت در مناقصات بخشی از توان نظامی کشور را به کار گرفته بود و پروژه‌ها را انجام می‌داد؛ ولی از چند سال پیش که سند راهبردی سپاه تصویب شد، سازندگی جزو مأموریت‌های سپاه قلمداد می‌شود.

#### بانک انصار
بانک انصار ابتدا با نام صندوق قرض الحسنه انصار المجاهدین شروع به‌کار کرد و سپس به‌عنوان مؤسسه مالی و اعتباری ادامه فعالیت داد و نهایتاً پس از دریافت مجوز بانک خصوصی با حکم رهبر جمهوری اسلامی در بانک سپه ادغام گردید.

#### بانک مهر اقتصاد
بانک مهر اقتصاد ابتدا با نام صندوق قرض‌الحسنه بسیجیان شروع به‌کار کرد و سپس به‌عنوان مؤسسه مالی و اعتباری مهر بسیجیان ادامه فعالیت داد و نهایتاً پس از دریافت مجوز بانک خصوصی با حکم رهبر جمهوری اسلامی در بانک سپه ادغام گردید.

### در ارتش

#### بانک حکمت ایرانیان
بانک حکمت ایرانیان یک بانک خصوصی وابسته به ارتش بود که با حکم رهبر جمهوری اسلامی در بانک سپه ادغام گردید.

#### بنیاد تعاون ارتش
بنیاد تعاون ارتش در سال ۱۳۷۲ تأسیس شد.

#### دیگر نهادها
- گروه صنعتی اسپادانا (وابسته به بنیاد تعاون ارتش)
- قرارگاه سازندگی قائم
- بیمه حکمت صبا